# Jules Rimet

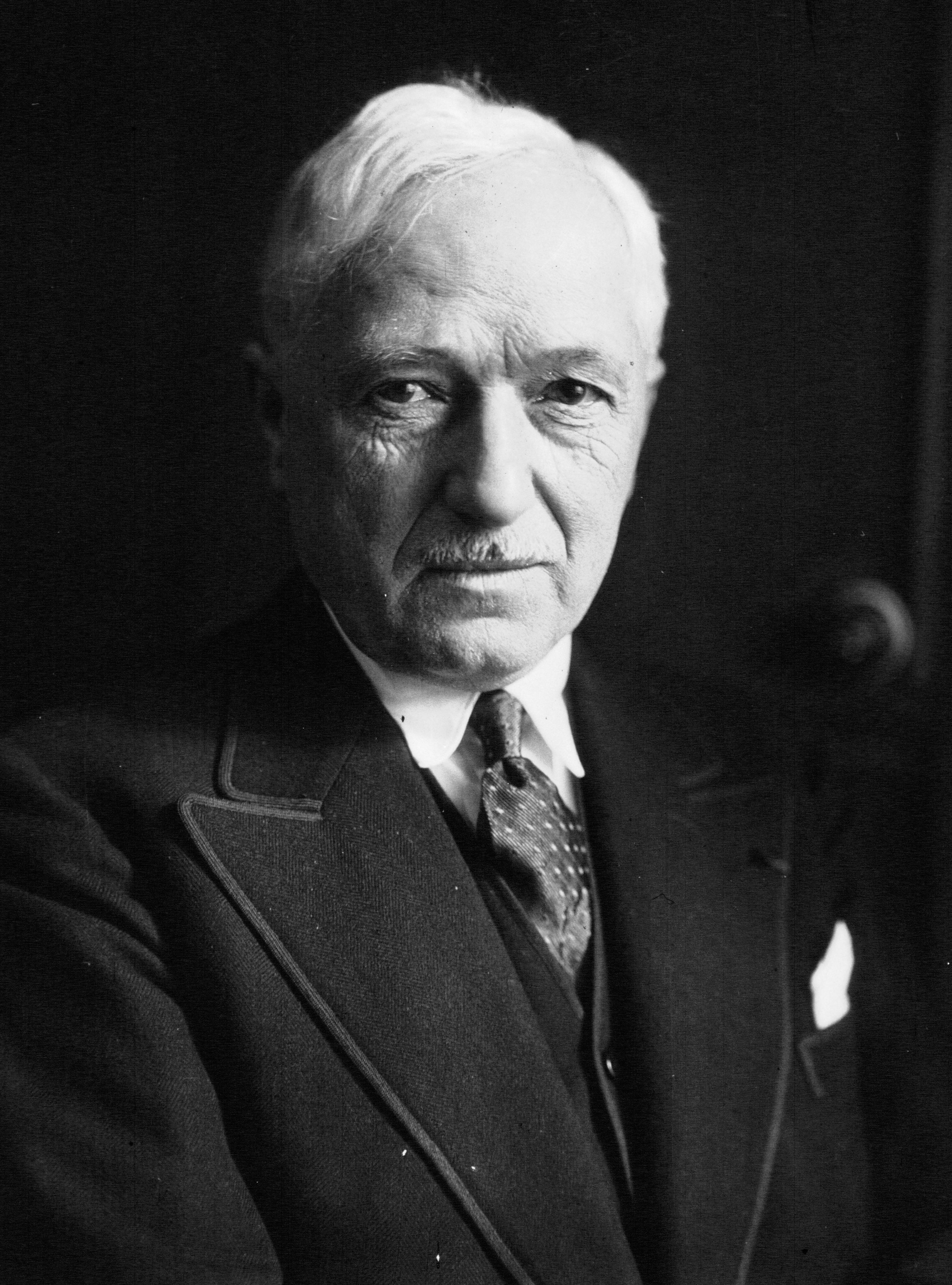
Jules Rimet (1933)

Jules Rimet (* 14. Oktober 1873 in Theuley-les-Lavoncourt, Haute-Saône; † 16. Oktober 1956 in Paris) war ein französischer Fußballfunktionär. Er war von 1919 bis 1945 Präsident des französischen Fußballverbandes und von 1921 bis 1954 Präsident der FIFA. Er gilt neben Enrique Buero als Begründer der Fußball-Weltmeisterschaft.

## Leben
Jules Rimet wurde als Sohn eines Lebensmitteleinzelhändlers geboren. Im Alter von 11 Jahren zog er mit seiner Familie nach Paris. Nach seiner Schulzeit studierte er Rechtswissenschaften und wurde Anwalt.
1897 gründete er mit Jean de Piessac und Georges Delavenne den französischen Traditionsverein Red Star Paris, dessen Präsident er einige Zeit war. Im April 1919 wurde er Präsident des neuen französischen Fußballverbandes (zunächst FFFA, später FFF).

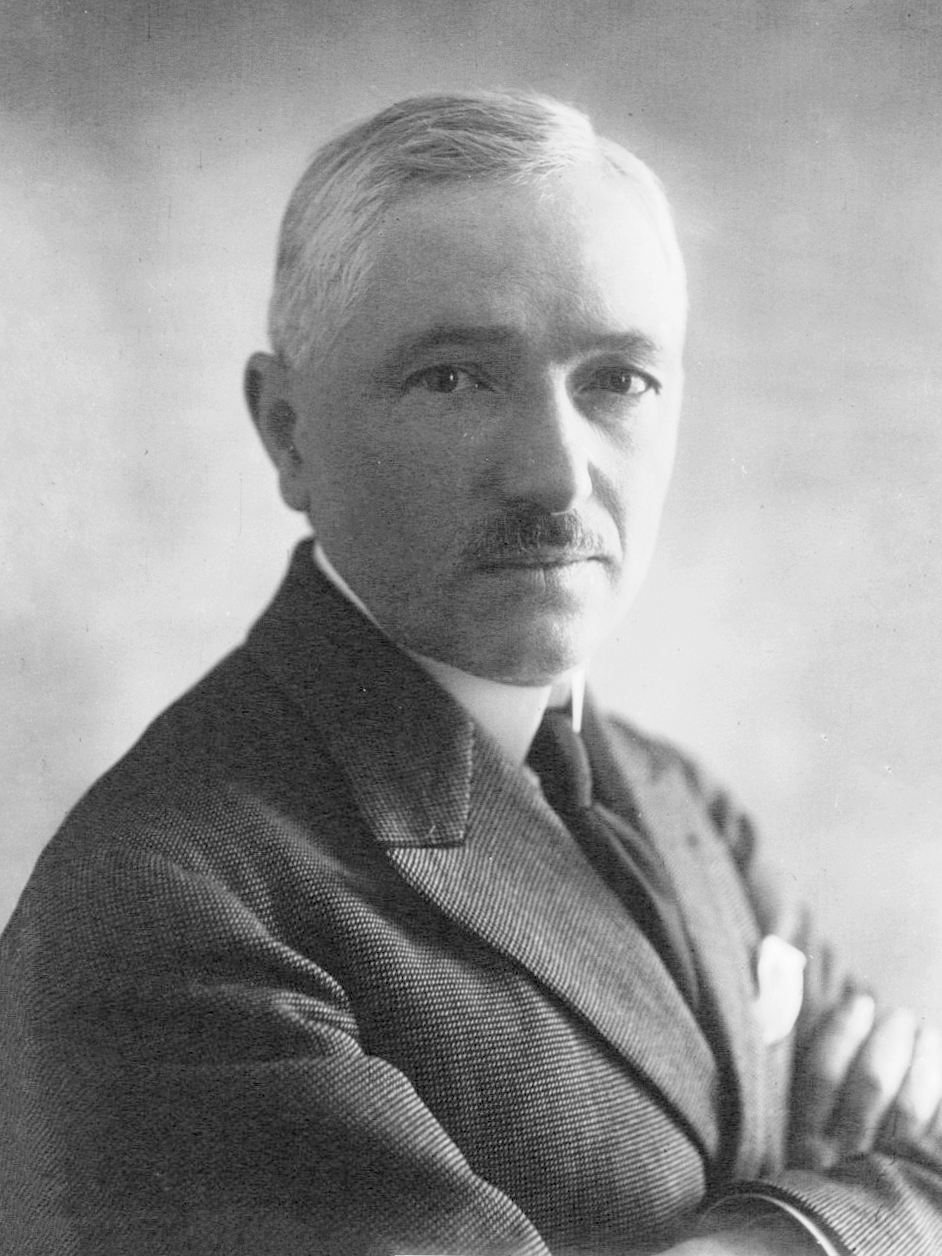
Jules Rimet (1920)

Darüber hinaus wurde Rimet am 1. März 1921 zum Präsidenten der FIFA gewählt. Zu diesem Zeitpunkt hatte der Weltfußballverband erst 20 Mitglieder. Die Durchführung des olympischen Fußballturniers 1928 in Amsterdam war Motivation für Rimet, gemeinsam mit dem wohlhabenden Uruguayer Enrique Buero eine Fußball-Weltmeisterschaft aus der Taufe zu heben. In Amsterdam waren 24 Mannschaften am Start und Uruguay wurde Olympiasieger. Dies war auch ein Grund dafür, dass die FIFA Uruguay mit der Ausrichtung der ersten Fußball-Weltmeisterschaft 1930 beauftragte. Rimet gilt damit als Erfinder der Fußball-Weltmeisterschaften. Noch im gleichen Jahr wurde auf dem FIFA-Kongress mit 25:5 Stimmen abgestimmt, die WM ab 1930 alle vier Jahre zu veranstalten. Mit der Eröffnung des Turniers am 18. Juli 1930 in Montevideo begann eine neue Ära des Weltfußballs.
Ihrem geistigen Vater zu Ehren wurde die Trophäe, die bis 1970 als Wanderpokal weitergereicht wurde, 1950 „Coupe Jules Rimet“ genannt. Der damals 80-jährige Jules Rimet übergab 1954 bei seinem letzten WM-Turnier als Präsident der FIFA dem deutschen Mannschaftskapitän Fritz Walter nach dem Spiel den Weltpokal. Im selben Jahr legte er sein Amt als FIFA-Präsident nieder.
Jules Rimet starb am 16. Oktober 1956 in Paris, zwei Tage nach seinem 83. Geburtstag.

## Schriften
- Jules Rimet: L’histoire merveilleuse de la Coupe du monde (Les championnats du monde de football). Union européenne d’éditions, Monaco, 1954. R. Kister et G. Schmid, Genf / Zürich 1954, LCCN 55-028021